# 包世臣

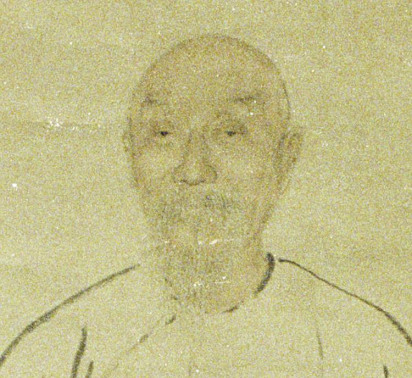
包世臣　肖像　弟子の呉穣之　画

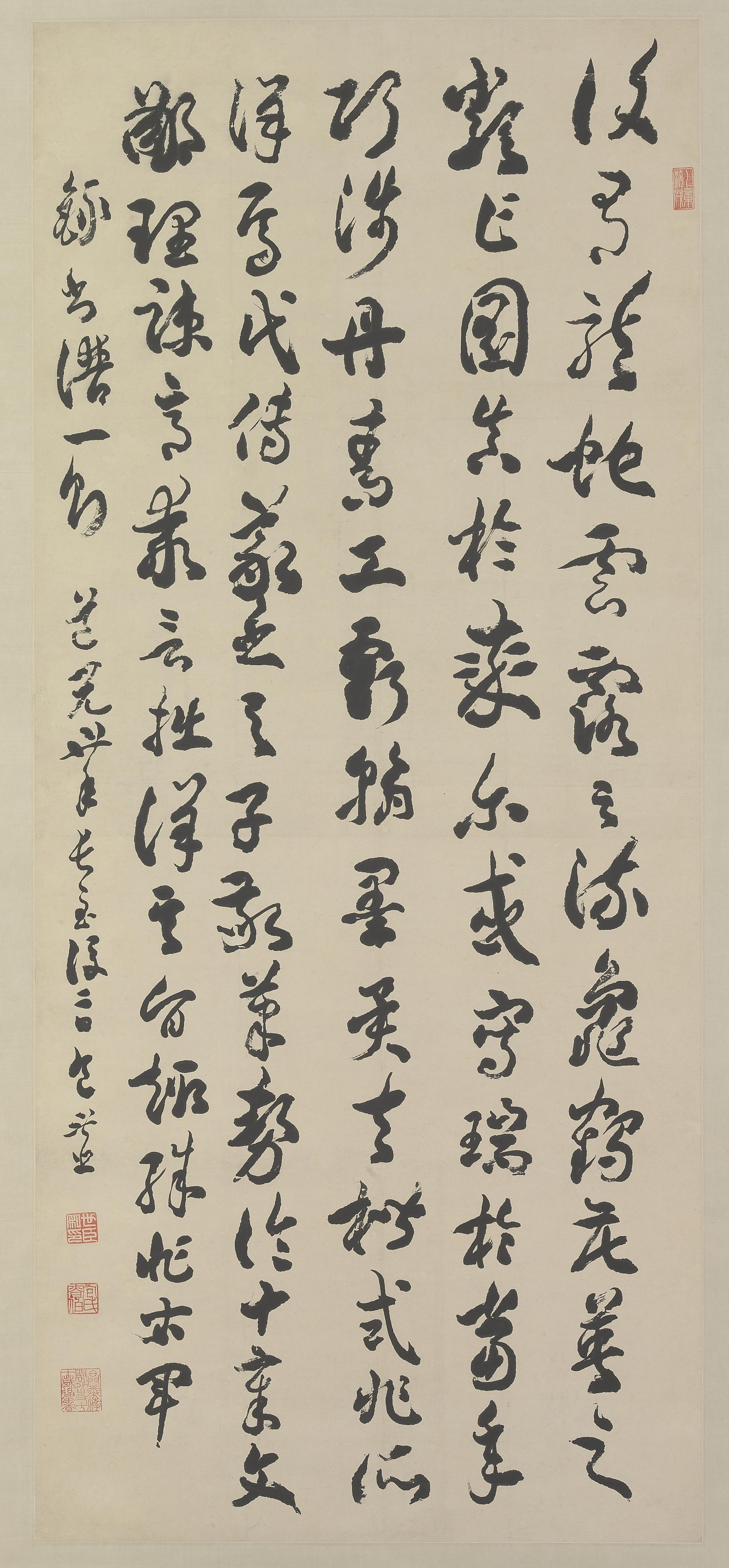
包世臣の草書作品

包 世臣（ほう せいしん、1775年 - 1855年）は、中国清朝嘉慶・道光期の学者・篆刻家・書家である。字は慎伯・誠伯、号は倦翁。北宋の米芾に因んで書室を小倦遊閣と名付けた。寧国府涇県の人。

## 略伝
5歳の頃から父に経学を学び始め8歳で詩を詠む。13歳のころに兵家と法家に興味を持つ。15歳で初めて科挙を受けるが合格できず、43歳にしてようやく郷試に合格し会試を受験するが失敗し、その後は科挙による出世を諦める。この頃はすでに兵法家・書家として名を成していた。26歳の科挙試験会場で張翰風（張琦）に出会い生涯の友となっている。
28歳のとき、揚州にて旅の途次にあった鄧石如に出会い、十日間だけ書の指南を受ける。29歳のとき再会。鄧石如の書と生き方に強く感銘を受け、生涯の範とする。鄧没後19年目に「国朝書品」を著し清代の書家の格付けを行うが、鄧の隷書・楷書を神品とし、八分・篆書・草書を妙品に挙げ、いずれも清朝第一に据えた。
41歳のとき、黄乙生に出会いその書に影響を受けた。
58歳のとき、王羲之書法の忠実な継承作として著名な孫過庭の『書譜』を研究し「書譜弁誤」を著す。この中で王献之の書を従来のような低い評価を与えない姿勢をみせている。またこの頃、書法に「気満」という概念をもたらしている。形にとらわれない自由で活き活きとした書家の思いが作品から伝わることをさす。
『芸舟双楫』において六朝の碑文を学ぶことの大切さを述べているが、この論は後に康有為によって法帖を否定し碑学を尊ぶ主張へ繋がっていく。
門弟に呉熙載など多くの門人が育つ。子に包誠がいる。
『続碑伝集』巻79・胡轀玉「包慎伯先生年譜」・『安呉四種』序文などに包世臣の生涯が伝えられる。

## 著書
『安呉四種』（道光24年初刊・下記4編から成る）
『中一勺』穀物などの輸送法を述べた経済書
『芸舟双楫』32歳から70歳までに書いた文章を集めた芸術論集（僧性恬が編集したものを再収録。鄧石如を一躍有名にした）
『管情三義』文学作品集
『斉民四述』政治論
『小倦遊閣草書』